# Football League First Division de 1966–67
A Primeira Divisão do Campeonato Inglês de Futebol da temporada 1966–67 foi a 68ª edição da principal divisão do futebol inglês. A temporada começou em 20 de agosto de 1966 e terminou em 16 de maio de 1967. O Manchester United, detentor do título, se sagrou campeão.

## Participantes

### Informações das equipes
| Equipe              | Cidade         | Estádio (mando) |
| ------------------- | -------------- | --------------- |
| Arsenal             | Londres        | Arsenal Stadium |
| Aston Villa         | Birmingham     | Villa Park      |
| Blackpool           | Blackpool      | Bloomfield Road |
| Burnley             | Burnley        | Turf Moor       |
| Chelsea             | Londres        | Stamford Bridge |
| Everton             | Liverpool      | Goodison Park   |
| Fulham              | Londres        | Craven Cottage  |
| Leeds United        | Leeds          | Elland Road     |
| Leicester City      | Leicester      | Filbert Street  |
| Liverpool           | Liverpool      | Anfield         |
| Manchester City     | Manchester     | Maine Road      |
| Manchester United   | Manchester     | Old Trafford    |
| Newcastle United    | Newcastle      | St. James' Park |
| Nottingham Forest   | Nottingham     | City Ground     |
| Sheffield United    | Sheffield      | Bramall Lane    |
| Sheffield Wednesday | Sheffield      | Hillsborough    |
| Southampton         | Southampton    | The Dell        |
| Stoke City          | Stoke-on-Trent | Victoria Ground |
| Sunderland          | Sunderland     | Roker Park      |
| Tottenham Hotspur   | Londres        | White Hart Lane |
| West Bromwich       | West Bromwich  | The Hawthorns   |
| West Ham            | Londres        | Boleyn Ground   |

## Classificação
| Pos | Equipes             | Pts | J  | V  | E  | D  | GM | GS | SG  | Classificação ou rebaixamento                      |
| --- | ------------------- | --- | -- | -- | -- | -- | -- | -- | --- | -------------------------------------------------- |
| 1   | Manchester United   | 60  | 42 | 24 | 12 | 6  | 84 | 45 | +39 | Primeira fase da Taça dos Clubes Campeões Europeus |
| 2   | Nottingham Forest   | 56  | 42 | 23 | 10 | 9  | 64 | 41 | +23 | Taça das Cidades com Feiras                        |
| 3   | Tottenham           | 56  | 42 | 24 | 8  | 10 | 71 | 48 | +23 | Taça dos Clubes Vencedores de Taças                |
| 4   | Leeds United        | 55  | 42 | 22 | 11 | 9  | 62 | 42 | +20 | Taça das Cidades com Feiras                        |
| 5   | Liverpool           | 51  | 42 | 19 | 13 | 10 | 64 | 47 | +17 | Taça das Cidades com Feiras                        |
| 6   | Everton             | 48  | 42 | 19 | 10 | 13 | 65 | 46 | +19 |                                                    |
| 7   | Arsenal             | 46  | 42 | 16 | 14 | 12 | 58 | 47 | +11 |                                                    |
| 8   | Leicester           | 44  | 42 | 18 | 8  | 16 | 78 | 71 | +7  |                                                    |
| 9   | Chelsea             | 44  | 42 | 15 | 14 | 13 | 67 | 62 | +5  |                                                    |
| 10  | Sheffield United    | 42  | 42 | 16 | 10 | 16 | 52 | 59 | –7  |                                                    |
| 11  | Sheffield Wednesday | 41  | 42 | 14 | 13 | 15 | 56 | 47 | +9  |                                                    |
| 12  | Stoke City          | 41  | 42 | 17 | 7  | 18 | 63 | 58 | +5  |                                                    |
| 13  | West Bromwich       | 39  | 42 | 16 | 7  | 19 | 77 | 73 | +4  |                                                    |
| 14  | Burnley             | 39  | 42 | 15 | 9  | 18 | 66 | 76 | –10 |                                                    |
| 15  | Manchester City     | 39  | 42 | 12 | 15 | 15 | 43 | 52 | –9  |                                                    |
| 16  | West Ham            | 36  | 42 | 14 | 8  | 20 | 80 | 84 | –4  |                                                    |
| 17  | Sunderland          | 36  | 42 | 14 | 8  | 20 | 58 | 72 | –14 |                                                    |
| 18  | Fulham              | 34  | 42 | 11 | 12 | 19 | 71 | 83 | –12 |                                                    |
| 19  | Southampton         | 34  | 42 | 14 | 6  | 22 | 74 | 92 | –18 |                                                    |
| 20  | Newcastle           | 33  | 42 | 12 | 9  | 21 | 39 | 81 | –42 |                                                    |
| 21  | Aston Villa         | 29  | 42 | 11 | 7  | 24 | 54 | 85 | –31 | Zona de rebaixamento                               |
| 22  | Blackpool           | 21  | 42 | 6  | 9  | 27 | 41 | 76 | –35 | Zona de rebaixamento                               |

## Estatísticas

### Artilheiros
| Pos. | Jogador          | Equipe            | Gols[carece de fontes?] |
| ---- | ---------------- | ----------------- | ----------------------- |
| 1    | Ron Davies       | Southampton       | 37                      |
| 2    | Geoff Hurst      | West Ham          | 29                      |
| 3    | Jimmy Greaves    | Tottenham         | 25                      |
| 4    | Allan Clarke     | Fulham            | 24                      |
| 5    | Denis Law        | Manchester United | 23                      |
| 6    | Bobby Tambling   | Chelsea           | 21                      |
| 6    | Jackie Sinclair  | Leicester         | 21                      |
| 6    | Ian Storey-Moore | Nottingham Forest | 21                      |
| 9    | Neil Martin      | Sunderland        | 20                      |
| 10   | Clive Clark      | West Bromwich     | 19                      |
| 10   | Peter Dobing     | Stoke City        | 19                      |

### Hat-tricks
| Jogador          | Para                | Contra            | Resultado | Data                    | Ref. |
| ---------------- | ------------------- | ----------------- | --------- | ----------------------- | ---- |
| Gordon Harris    | Burnley             | Sheffield United  | 4–0       | 20 de agosto de 1966    |      |
| Jackie Sinclair  | Leicester           | West Ham          | 5–4       | 27 de agosto de 1966    |      |
| Neil Martin      | Sunderland          | Blackpool         | 4–0       | 3 de setembro de 1966   |      |
| Bobby Tambling5  | Chelsea             | Aston Villa       | 6–2       | 17 de setembro de 1966  |      |
| Derek Dougan     | Leicester           | Aston Villa       | 5–0       | 24 de setembro de 1966  |      |
| Chris Crowe      | Nottingham Forest   | Manchester United | 4–1       | 1 de outubro de 1966    |      |
| Geoff Hurst4     | West Ham            | Fulham            | 6–1       | 5 de novembro de 1966   |      |
| David Herd4      | Manchester United   | Sunderland        | 5–0       | 26 de novembro de 1966  |      |
| Andy Lochhead4   | Burnley             | Aston Villa       | 4–2       | 26 de novembro de 1966  |      |
| Harry Burrows    | Stoke City          | Aston Villa       | 6–1       | 10 de dezembro de 1966  |      |
| David Herd       | Manchester United   | West Bromwich     | 4–3       | 17 de dezembro de 1966  |      |
| Tony Brown       | West Bromwich       | Tottenham         | 3–0       | 26 de dezembro de 1966  |      |
| Graham Leggat    | Fulham              | Leicester         | 4–2       | 27 de dezembro de 1966  |      |
| Ray Charnley     | Blackpool           | Southampton       | 5–1       | 31 de dezembro de 1966  |      |
| Ron Davies       | Southampton         | Leicester         | 4–4       | 14 de janeiro de 1967   |      |
| Allan Clarke     | Fulham              | Newcastle         | 5–1       | 4 de fevereiro de 1967  |      |
| Johnny Fantham   | Sheffield Wednesday | Southampton       | 4–1       | 11 de fevereiro de 1967 |      |
| Ron Davies       | Southampton         | Burnley           | 4–0       | 8 de abril de 1967      |      |
| Colin Bell       | Manchester City     | Stoke City        | 3–1       | 12 de abril de 1967     |      |
| David Ford       | Sheffield Wednesday | Burnley           | 4–1       | 6 de maio de 1967       |      |
| Tony Brown       | West Bromwich       | Newcastle         | 6–1       | 13 de maio de 1967      |      |
| Ron Davies4      | Southampton         | Aston Villa       | 6–2       | 13 de maio de 1967      |      |
| Johnny Morrissey | Everton             | Sunderland        | 4–1       | 16 de maio de 1967      |      |

4 Jogador marcou quatro gols

5 Jogador marcou cinco gols